# Yak Service
Yak-Services (En ruso: ЗАО «Авиационная компания «Як-Сервис») fue una aerolínea con base en Moscú, Rusia. Operaba vuelos chárter ejecutivos a nivel nacional e internacional. Fue fundada el 12 de febrero de 1993 e inicio operaciones el 23 de noviembre de ese mismo año. La aerolínea tuvo prohibido volar en la Unión Europea desde julio de 2009 a noviembre de ese mismo año.
El 21 de septiembre de 2011, la Rosaviatsiya revoco la licencia de vuelo de la compañía debido al accidente del 7 de septiembre.

## Información de Códigos
ICAO: AKY
Indicativo: Yak Service

## Flota
Para enero de 2005, la flota de la compañía estaba comprendida por:
- 3 Yakovlev Yak-40

- 1 Yakovlev Yak-42

### Flota pasada
- 1 Yakovlev Yak-42D, RA-42434, c/n 4520424305017; se estrelló el 7 de septiembre de 2011.

## Accidentes e incidentes
- Vuelo 9633 de Yak Service: El 7 de septiembre de 2011, un vuelo chárter que transportaba al equipo de hockey sobre hielo Lokomotiv Yaroslavl, se estrelló en las cercanías del Aeropuerto de Tunoshna, Yaroslavl, Rusia. El vuelo era operado con un Yakovlev Yak-42 matriculado con las siglas RA-42434. En el accidente murió todo el equipo y la mayoría de la tripulación, siendo el único sobreviviente el ingeniero de vuelo, Alexander Sizov.